# Hoplojana indecisa
Hoplojana indecisa är en fjärilsart som beskrevs av Aurivillius 1901. Hoplojana indecisa ingår i släktet Hoplojana och familjen Eupterotidae. Inga underarter finns listade i Catalogue of Life.